# Bécsi Természettudományi Múzeum
A Bécsi Természettudományi Múzeum (Naturhistorisches Museum Wien) mai épületét (építése I. Ferenc József császár nevéhez köthető) 1889. augusztus 10-én nyitották meg. A múzeum főbejárata felett olvasható latin felirat ennek az eseménynek állít emléket.
Az intézmény látogatóit 8700 négyzetméternyi kiállítói helyiség várja, ahol nemcsak természeti „csodák”, de több ezer éves művészeti alkotások is megtekinthetők. A múzeum mottója: „Ahol a művészet és a természet találkozik”. Az intézmény vezetője Prof. Dr. Christian Köberl (2010).

## Története

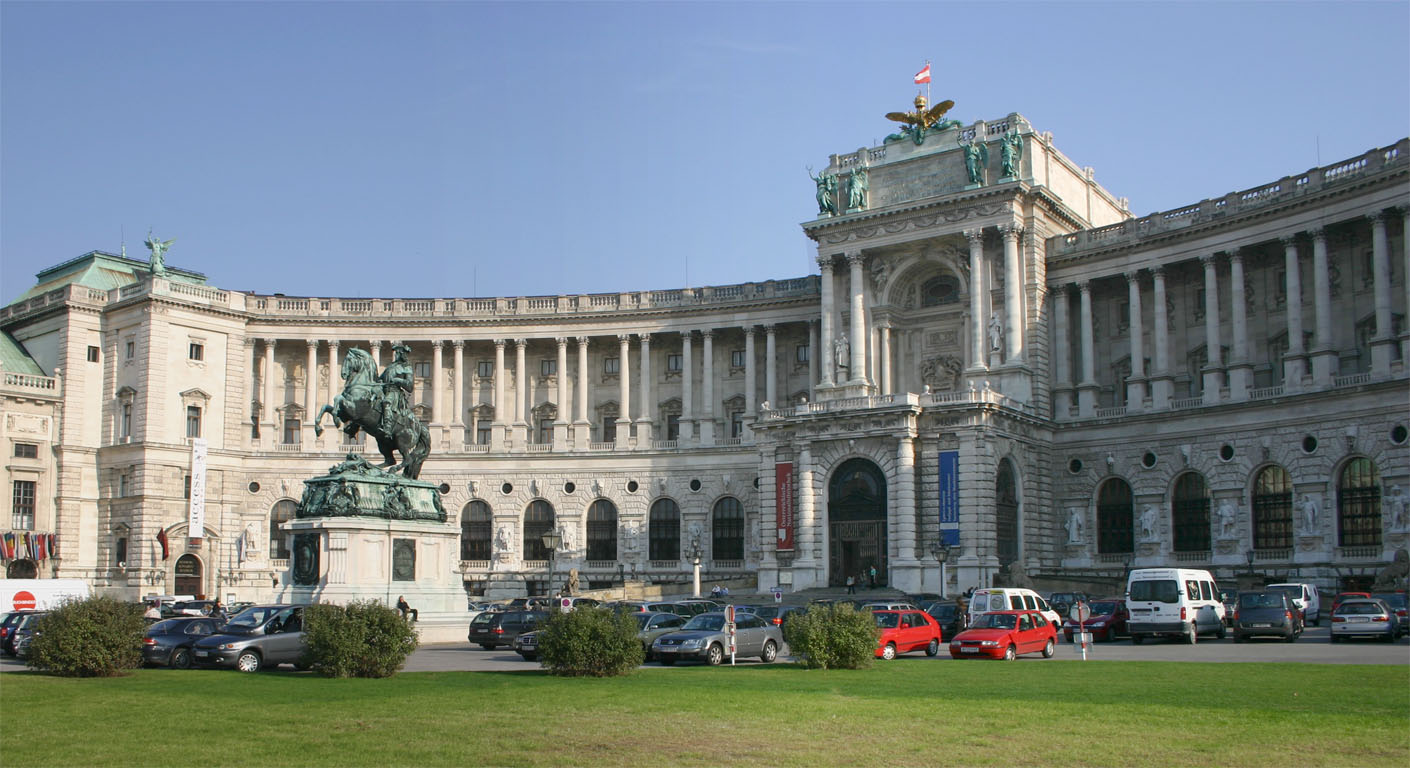
A gyűjtemény korábbi otthonát adó Hofburg

A múzeum gyűjteménye több mint 250 éves múltra tekint vissza: Lotharingiai Ferenc, Mária Terézia férje hozta létre 1748-ban. Napjainkra több mint 20 millió kiállított tárgyával a világ egyik leggazdagabb gyűjteménye lett. A császári pár tulajdonában álló Hofburg palota az évek során olyannyira megtelt a gyűjtemény értékes darabjaival, hogy további tárgyak beszerzésére nem nyílt lehetőség. Ekkor a bécsi udvar úgy határozott, hogy egy új és nagyobb épület létrehozására van szükség, mely a több száz éves gyűjtemény rangjához méltó. A császár az épület megtervezésével két neves építészt bízott meg, a német Gottfried Sempert, valamint az osztrák és egyben bécsi születésű Carl von Hasenauert, akinek a tehetségét számos Ausztriában található épület hirdeti. A munkálatokhoz 1871-ben fogtak hozzá, majd tizennyolc évnyi építkezés után a tárlat elfoglalta az őt megillető helyet. Az építkezések befejezésével egy olasz neoreneszánsz palota jött létre, tovább színesítve Bécs belvárosát.
Semper eredeti terve viszont – hogy a Bécsi Természettudományi Múzeum és az ezzel párhuzamosan épített Bécsi Szépművészeti Múzeum, a régi Hofburg és az újonnan építendő szárnyak felhasználásával körgyűrűszerűen egy „császári fórum” legyen – pénz hiányában nem valósult meg.
Ausztria az Anschlusst követően a Német Birodalom részévé vált, így a holokauszt ideje alatt a zsidóságtól elkobzott, nagyobb értékű tárgyak egy része a múzeum tulajdonába került. A háború véget értével, valamint Ausztria függetlenségével megkezdődhetett a különféle tárgyak visszaszolgáltatása és az érintett családok kárpótlása.
A múzeum gyűjteménye, ha a korábbiaknál lassabb ütemben is, de folyamatosan bővül. Ez a színvonal csábítja az évi 400 000 látogatót a világ minden pontjáról.

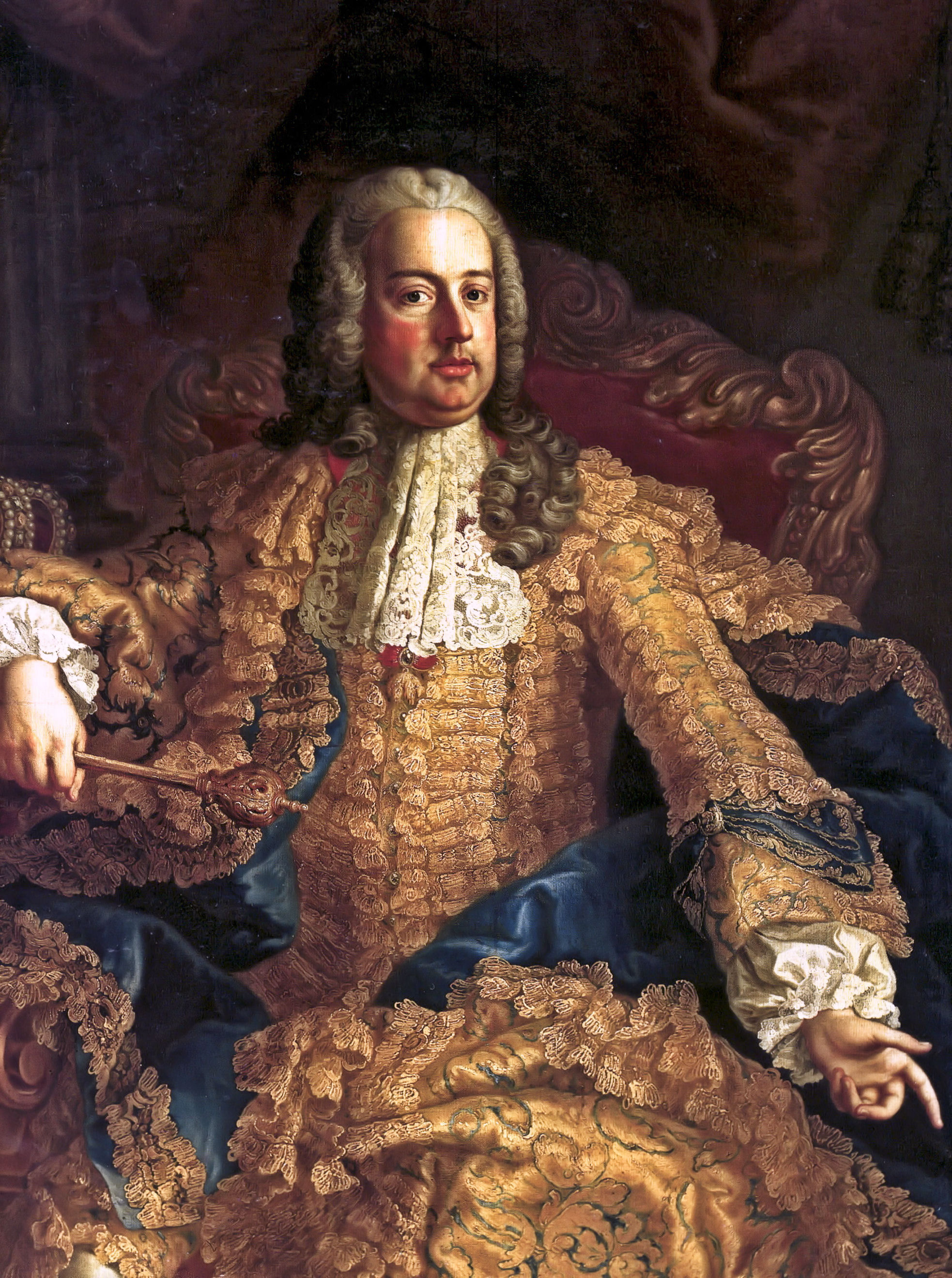
Lotaringiai Ferenc, a múzeum alapítója
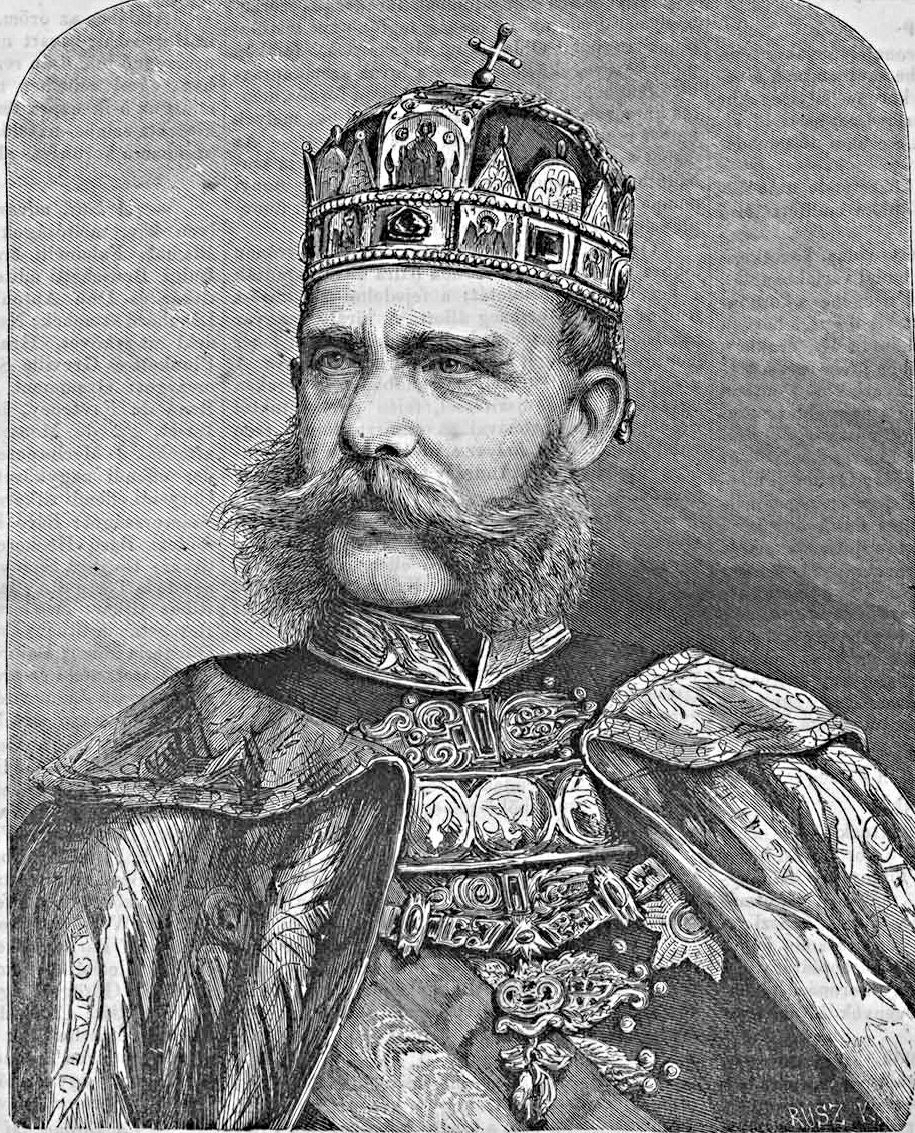
Ferenc József, az új épület építtetője

## Kiállítás
A Ringstrassén található épületen végigsétálva eljuthat a látogató a korábbi évezredekben kibontakozó emberi civilizációtól egészen a mai tudomány megismeréséig. Az érdeklődők nemcsak az ősemberek életébe nyerhetnek bepillantást, de megismerhetnek számos állatfajt is. Legyen szó emlősökről, madarakról, hüllőkről vagy éppen halakról. Élő állatokkal is találkozhatnak, hiszen a múzeum saját akváriumokkal és terráriummal rendelkezik. Különleges fénypontja a sétának a 25 000 éves Willendorfi vénusz, valamint az óriás dinoszaurusz-csontvázak, amelyek több tízmillió évesek.

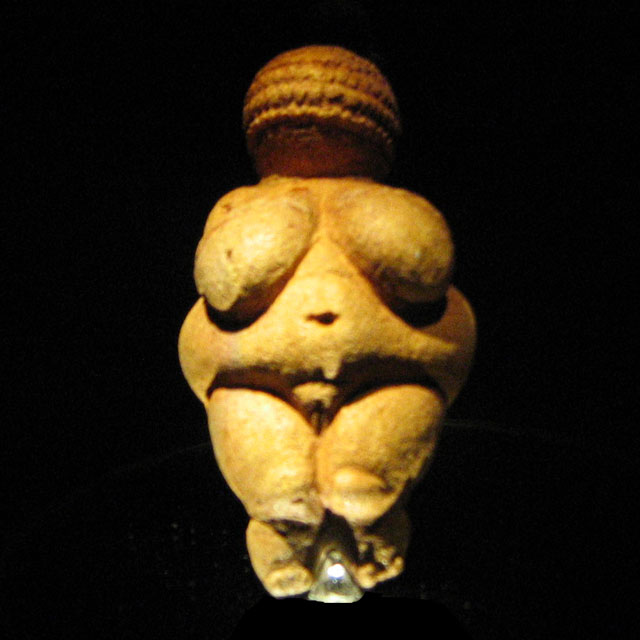
A múzeumban látható a Willendorfi vénusz
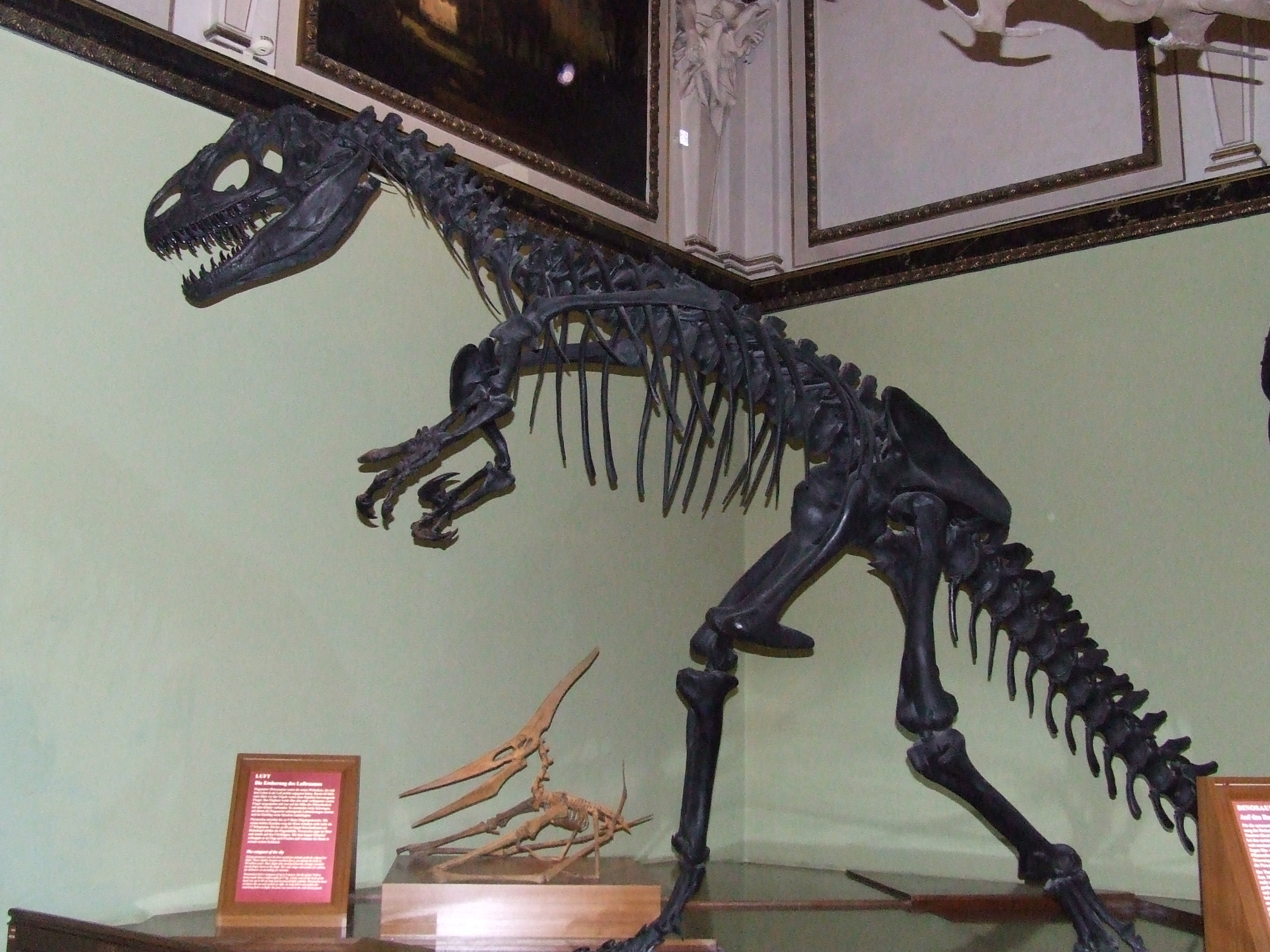
Egy Tyrannosaurus rex csontváza
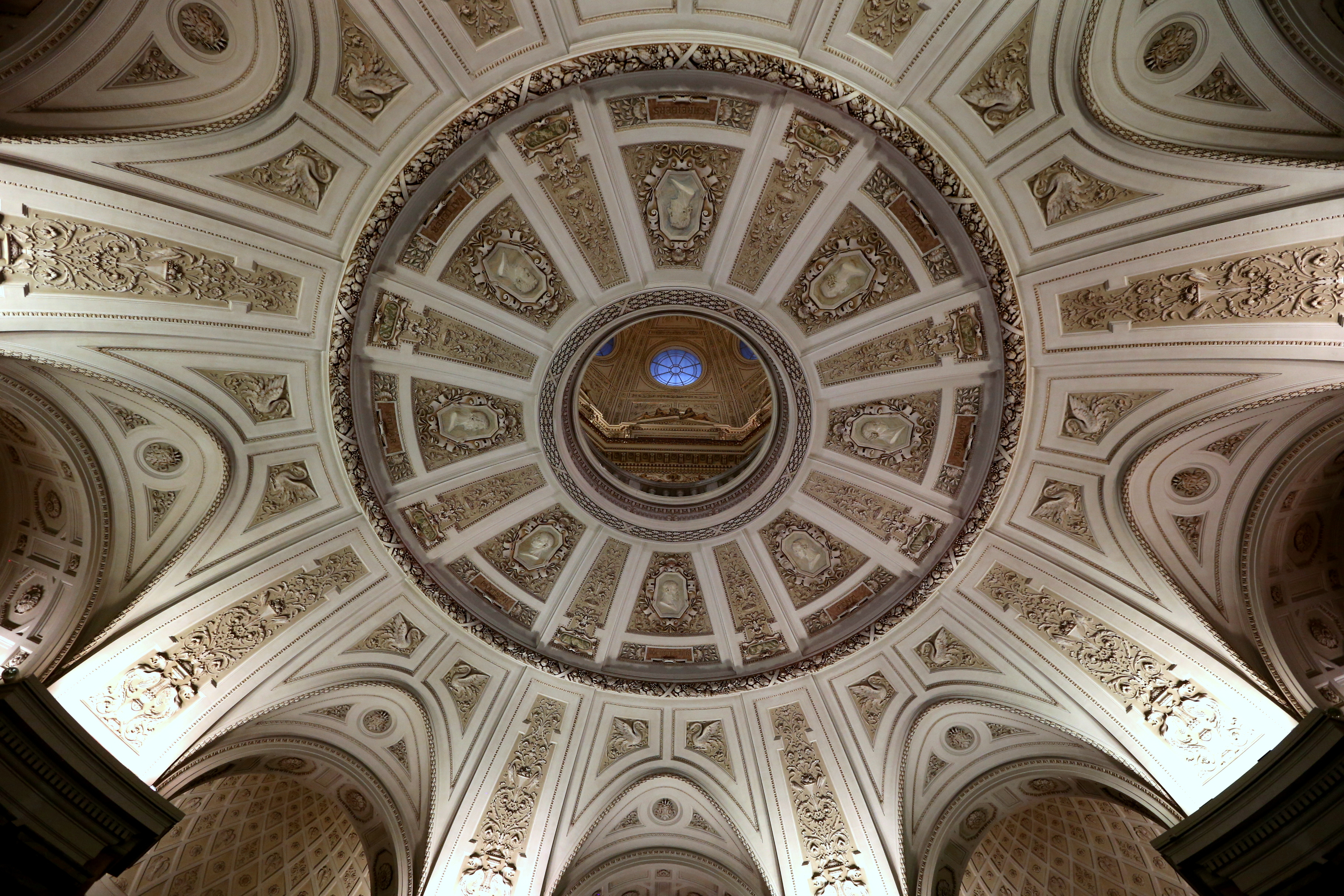
A múzeum lépcsőház kupolája
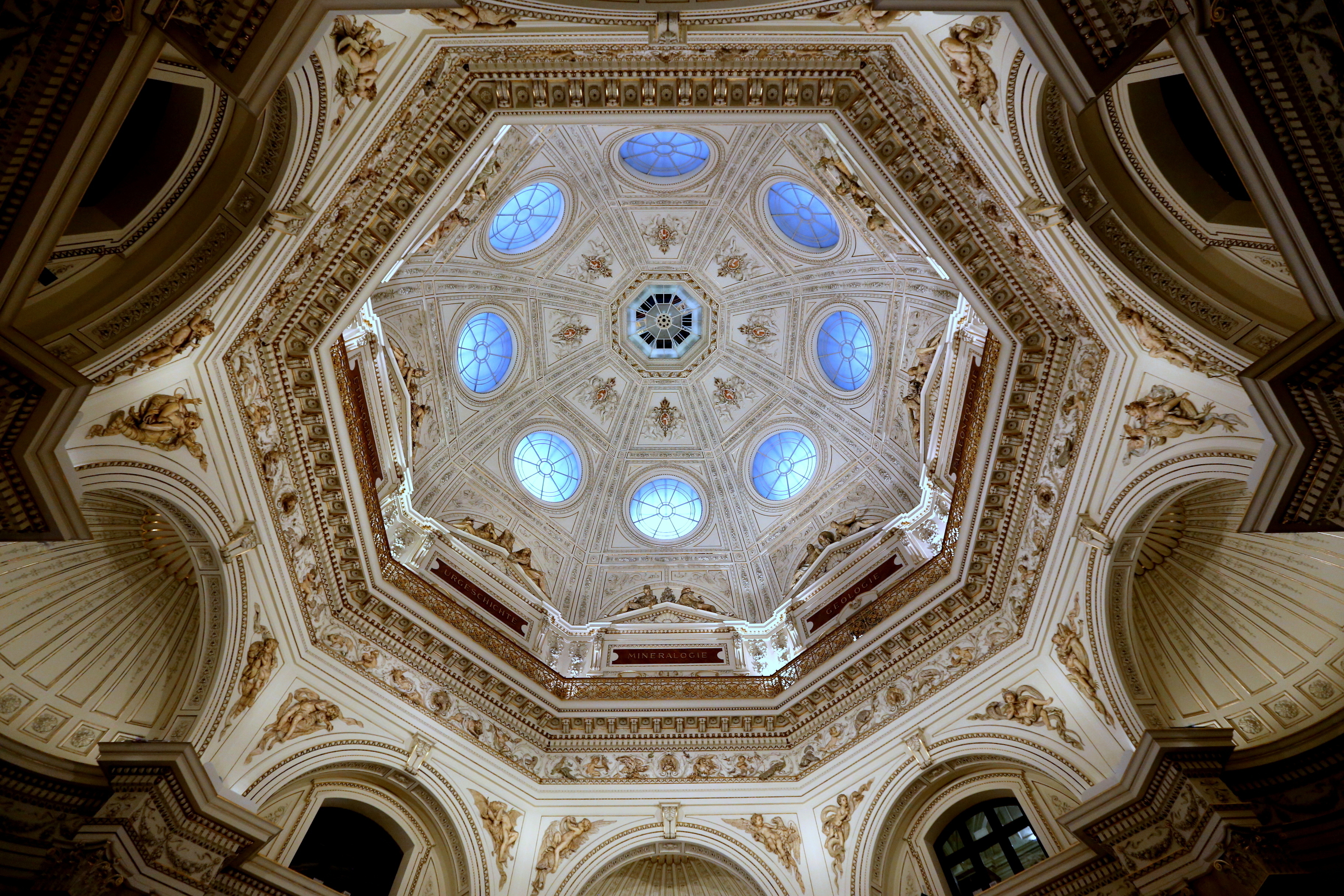
A múzeum lépcsőház kupolája a földszint felől

## Tárlat
- 1. Állattani osztály:

Emlősök,
Madarak,
Kétéltűek,
Csúszómászók és
Halak
- 2. Állattani osztály:

Rovarok
- 3. Állattani osztály:

Gerinctelenek
- Geológia és paleontológia:

Növényi kövületek (fosszíliák),
Állati kövületek (fosszíliák),
Rekonstrukciók
- Mineralógia-Petrográfia:

Ásványok, drágakövek, sziklák és meteoritok
- Történelem előtti osztály:

Megtalált tárgyak
- Antropológia:

Őstörténeti gyűjtemény
- Ökológia:

Egysejtűek
- Preparált állatok gyűjteménye

## Látogatása
- Megközelítése: A bécsi belváros déli területén két azonos kinézetű, szimmetrikusan elhelyezkedő épület fogadja a látogatókat. Ezek egyike a Természettudományi Múzeum, míg a vele szemben látható építmény a Bécsi Szépművészeti Múzeum (Kunsthistorisches Museum Wien), mely ókori leleteket és csodás festményeket egyaránt tartalmaz. A két múzeum között egy hatalmas park található egy monumentális Mária Terézia-szoborral. A császárnő bal kezének irányában indulhatunk a kiállítások felé.
- Tárlatvezetés: Az idegen ajkú látogatók térítés ellenében audio-tárlatvezetést is kérhetnek, de ez a szolgáltatás magyar nyelven nem érhető el.